# منطقه یووهاو
منطقه یووهاو (به چینی: 友好区) یک منطقه در شهر یی‌چون، استان هئی‌لونگ‌جیانگ چین است که شامل مناطق شهری اقماری در فاصله‌ای حدود ۱۵ کیلومتری شمالیِ مرکزِ «شهر در سطح ولایتِ» یی‌چون می‌باشد.
منطقه یووهاو ۳٬۰۰۱٫۴۸ کیلومتر مربع مساحت و ۵۴٬۳۰۲ نفر جمعیت دارد.
در ژوئیه سال ۲۰۱۹ میلادی، منطقه شانگ‌گان‌لینگ منحل شده و با منطقهٔ یووهای ادغام شد.

## تقسیمات اداری
منطقه یووهاو به ۱ ناحیه و ۳ شهرک تابعه تقسیم شده است.
- ناحیه یووهاو (友好街道، Yǒuhǎo jiēdào)

- شهرک تیه‌لین (铁林镇، Tiělín zhèn)
- شهرک شانگ‌گان‌لینگ (上甘岭镇، Shànggānlǐng zhèn)
- شهرک شوانگ‌زی‌هه (上甘岭镇، Shuāngzǐhé zhèn)